# خنوخ (جد نوح)
خنوخ (به عبری: חנוך، در منابع اسلامی اخنوخ یا ادریس و در فارسی خنجوخ) پسر یارد و پدر متوشالح، از شخصیت‌هایی است که در عهد عتیق از او نام برده شده‌است. یهودا در نامه خود، خنوخ را از پیامبران دانسته‌است.

## نسب
نسب خنوخ در سفر پیدایش تورات و انجیل لوقا چنین است:

خنوخ پسر یارد پسر مهللئیل پسر قینان پسر انوش پسر شیث پسر آدم. خنوخ پدر بزرگ (جد) نوح پیامبر است.

علاوه بر موارد یادشده، نام خنوخ در کتاب اول تواریخ ایام، رساله به عبرانیان، و رساله یهودا آمده‌است.

## کتاب‌ها
چندین کتاب منسوب به خنوخ است از جمله موارد زیر:
- کتاب اول خنوخ
- کتاب دوم خنوخ
- کتاب سوم خنوخ
- کتاب پنجاهه‌ها[۶](گفته می‌شود این کتاب انشاء خنوخ به صورت روح و نوشته موسی است)

همچنین نسخه‌ای از کتابی منسوب به خنوخ در غاری به نام قمران در نزدیکی بحرالمیت یافت شده‌است که اکنون در صومعه اسین نگهداری می‌شود. در این کتاب به داوری قوم اسرائیل توسط یهوه اشاره شده‌است. در نامه یهودا ،۲۰۰۰ سال پیش از کشف نسخه‌ای از آن در قمران، شباهتی با کتاب خنوخ دیده می‌شود، که دو برداشت به دست می‌دهد: یا اینکه نقل قول معتبری برای هر دو کتاب خنوخ و رسالهٔ یهودا موجود بوده یا اینکه رسالهٔ یهودا از کتاب خنوخ نقل قول کرده‌است. لازم است ذکر شود که کتب منتسب به خنوخ، در یهودیت و مسیحیت (به جز بخش‌هایی از مسیحیان اتیوپی) اصیل و معتبر دانسته نمی‌شود. در کتاب مقدس چنین آمده‌است: «و خنوخ با خدا راه می‌رفت و نایاب شد، زیرا خدا او را برگرفت». لذا خنوخ پیش از مرگ به آسمان صعود کرده و جاودانه شده‌است.
یکی از کتابهای خنوخ تحت عنوان «کتاب رازهای خنوخ» توسط حسین توفیقی ترجمه و منتشر شده‌است.

## ادریس
برخی مفسرین، خنوخ را با ادریس در قرآن برابر دانسته‌اند و به روایت قرآن نیز ادریس بدون مرگ مانند عیسی به آسمان عروج کرده‌است: «و در این کتاب ادریس را یاد کن. او راست‌گفتاری پیامبر بود. او را به مکانی بلند فرا بردیم.»